# Report München
report München ist ein ARD-Fernsehmagazin zum aktuellen politischen Geschehen. Es steht unter der Federführung des Bayerischen Rundfunks und wird alle drei Wochen dienstags um 21.45 Uhr im Wechsel mit den ARD-Politmagazinen Fakt und Report Mainz im Ersten ausgestrahlt. Darüber hinaus wird die Sendung auf tagesschau24 wiederholt.
Im Jahr 2019 hatte report München mit durchschnittlich 2,77 Millionen Zuschauern pro Sendung und einem Marktanteil von 10,6 Prozent die höchste Einschaltquote unter den deutschen Politmagazinen.

## Geschichte
Der Vorgänger von report München war das Magazin „ANNO – Filmberichte zu Nachrichten von gestern und morgen“, das am 25. Oktober 1960 auf Sendung ging. ANNO war das erste politische Magazin der ARD. Der Bayerische Rundfunk produzierte dieses Vorgängerformat gemeinsam mit dem Südwestfunk (SWF). Ab dem 5. August 1962 hieß diese Sendung Report. Seit 1966 produzieren BR und SWF (heute SWR) die Nachfolgeformate getrennt voneinander. Die BR-Ausgabe lief die ersten Jahrzehnte unter report aus München und heißt heute report München, die SWR-Ausgabe Report Mainz. 2006 wurde die Sendung im Zuge der Umstrukturierung der ARD-Politmagazine von ursprünglich 45 Minuten auf 30 Minuten gekürzt.
Zusammen mit den öffentlich-rechtlichen Polit-Magazinen von BR, MDR, NDR, RBB und SWR startete report München mit den Investigativ-Redaktionen Report Mainz, Kontraste, Fakt und Panorama, allerdings ohne Monitor Ende Mai 2024 einen gemeinsamen Instagram-Account namens ARD Team Recherche.

## Moderatoren und Redaktionsleiter
Die Moderatoren und Redaktionsleiter waren:
- 1962–1969: Hans Heigert und Dagobert Lindlau
- 1970–1976: Klaus Stephan (Moderation und Leitung)
- 1977–1987: Günther von Lojewski (Moderation und Leitung)
- 1988–1991: Heinz Klaus Mertes (Moderation und Leitung)
- 1992–2005: Andreas Bönte (Moderation und Leitung)
- 2006–2016: Claudia Schick und Stephan Keicher
- 2016–2020: Andreas Bachmann und Stephan Keicher
- seit 2020: Christian Nitsche und Stefan Meining

## Berichte mit großer Resonanz
In der ersten Sendung berichtete das Politmagazin über die Verhaftung des SS-Obersturmbannführers Adolf Eichmann. Der Prozess gegen Eichmann und die Aufklärung über den Massenmord an Juden war ein Hauptthema in den ersten Sendungen.
Am 7. August 1967 sendete report München einen Film über „Die Hippies von San Francisco“. In der 14-minütigen Reportage beleuchtet Dagobert Lindlau das Leben der Hippies im San Francisco der späten 1960er Jahre. Das Fernsehmuseum Hamburg bemerkte dazu: „Mit eindrucksvollen Bildern zeigt Lindlau junge Menschen im Drogenrausch, fährt mit seinem Ford Mustang durch die berühmt-berüchtigte Haight-Ashbury und kauft sogar selbst problemlos LSD am Straßenrand.“ Der Film gilt als Beispiel dafür, wie politische Magazine wie report München in ihren Anfangsjahren das klassische Genre der Reportage geprägt haben.
Ebenfalls 1967 strahlte report München ein Interview mit Max Horkheimer zum „faschistischen Antifaschismus“ aus, das als nachdenkliche Kritik am politischen Kampf und an einem Klima, in dem die RAF später mit Mord und Totschlag für eine gerechte Welt kämpfen wollte, Anerkennung fand. Der Bayerische Rundfunk erhielt für dieses Interview den Grimmepreis.
1984 beschlagnahmte das Bundeskriminalamt in einer spektakulären Durchsuchungsaktion eine geheime Akte in der Report-Redaktion. Auslöser war ein Film über den geheimen „Bundeswehrplan 1985 – 1997“, der Mängel bei Bundeswehrprojekten aufgedeckt hatte.
Im Januar 1992 löste die Rücktrittsforderung von Moderator Heinz Klaus Mertes in der Sendung gegenüber dem Brandenburger Ministerpräsidenten Manfred Stolpe heftige Kritik in den Medien und auch in der ARD selbst aus. Vorausgegangen war eine SPIEGEL-Veröffentlichung mit Stolpes Bekenntnissen über seine früheren Stasi-Kontakte. Der WDR-Fernsehredakteur Nikolaus Brender bezeichnete den Vorgang damals „als lehrreichen CSU-Parteijournalismus“. Im BR-Rundfunkrat wurde Mertes vorgeworfen, „untertänig“, „unterwürfig“, „kniefällig“ gegenüber der CSU zu sein. In der Folge wechselte Mertes 1993 als Informationsdirektor zum Privatsender Sat.1.
Im Jahr 2000 trat der CDU-Fraktionsvorsitzende Wolfgang Schäuble im Zuge der CDU-Spendenaffäre zwei Wochen nach dem Report-Bericht über sein bis dahin unbekanntes Treffen mit dem Lobbyisten Karlheinz Schreiber zurück.

## Auszeichnungen
- 1967 erhielt der BR für den Report-Bericht Der faschistische Antifaschismus den Adolf-Grimme-Preis mit Bronze.[18]
- Für den Film „Angriff aus dem Netz – Die Wirtschaft im Visier von Onlinekriminellen“ (Erstausstrahlung am 7. August 2011) erhielten die Report-Autorinnen Birgit Kappel und Sabina Wolf den Bayerischen Fernsehpreis 2012 in der Kategorie Information.[19]
- Im November 2015 verlieh die Deutsche Umwelthilfe ihren UmweltMedienpreis stellvertretend für das Team von report München an Astrid Halder und Hendrik Loven.[20] Gewürdigt wurden Astrid Halders und Hendrik Lovens[21] kritische Dokumentationen und intensive Recherchen zu Umweltthemen, unter anderem zu Fracking, Umweltgiften, Gentechnik und Pestiziden.[22]